# Phorocera slossonae
Phorocera slossonae är en tvåvingeart som först beskrevs av Townsend 1908.  Phorocera slossonae ingår i släktet Phorocera och familjen parasitflugor. Inga underarter finns listade i Catalogue of Life.